# Área facial fusiforme
A área facial fusiforme (AFF) é uma parte do sistema visual humano (embora também ativada em pessoas cegas desde o nascimento) especializada em reconhecimento facial. Está localizada no córtex temporal inferior (TI), no giro fusiforme (área de Brodmann 37).

## Estrutura
A AFF está localizada na corrente ventral na superfície ventral do lobo temporal na face lateral do giro fusiforme. É lateral à área do local parahipocampal. Apresenta alguma lateralização, sendo geralmente maior no hemisfério direito.

Área facial fusiforme mostrada em vermelho

## Função
O AFF humano foi descrito pela primeira vez por Justine Sergent em 1992 e mais tarde nomeado por Nancy Kanwisher em 1997 que propôs que a existência do AFF é uma evidência de especificidade de domínio no sistema visual. Estudos mostraram recentemente que o AFF é composto por agrupamentos funcionais que estão em uma escala espacial mais refinada do que as investigações anteriores mediram. A estimulação elétrica desses agrupamentos funcionais distorce seletivamente a percepção facial, o que é um suporte causal para o papel desses agrupamentos funcionais na percepção da imagem facial. Embora seja geralmente aceito que o AFF responde mais a rostos do que à maioria das outras categorias, há debate sobre se o AFF é exclusivamente dedicado ao processamento facial, como proposto por Nancy Kanwisher e outros, ou se participa no processamento de outros objetos. A hipótese da especialização, defendida por Isabel Gauthier e outros, oferece uma explicação de como a AFF se torna seletiva para rostos na maioria das pessoas. A hipótese de expertise sugere que o AFF é uma parte crítica de uma rede que é importante para individualizar objetos que são visualmente semelhantes porque compartilham uma configuração comum de partes. Gauthier et al., em uma colaboração contraditória com Kanwisher, testaram especialistas em automóveis e pássaros e encontraram alguma ativação no AFF quando especialistas em automóveis identificavam carros e quando especialistas em aves identificavam pássaros. Esta descoberta foi replicada, e efeitos de expertise no AFF foram encontrados para outras categorias, como exibições de xadrez e raios-X. Recentemente, descobriu-se que a espessura do córtex no AFF prediz a capacidade de reconhecer rostos e também veículos.